# Stadtarchiv Verden
Das Stadtarchiv Verden ist das kommunale Archiv der niedersächsischen Stadt Verden (Aller).
In dem Archiv wird das Archivgut der Stadt Verden, ihrer Rechtsvorgänger und ihrer Ortsteile archiviert und zur Einsicht für Nutzer vorgehalten.
Mit Hilfe des Stadtarchivs sind Veröffentlichungen über historische Abläufe der Verwaltung, den Straßenbau, die Ortsentwicklung, die Entwicklung des Schulwesens der Stadt u. a. möglich.

## Umfang des Archivs
Die Bestände – ausschließlich der Archivbibliothek ca. 115 laufende Regalmeter – beinhalten Akten (seit 1405), Amtsbücher (1538–1934) und Urkunden (1254–1845). Hinzu kommen Sammlungen: Akten von Vereinen, Verbänden und Parteien (1837–2000) und von Firmen (1866–2000), Flugblätter und Plakate (1935–2006), Karten, Pläne und Risse (1640–1989), Bilder, Fotos und Filme (1900–2007), Mikrofilme von alten Zeitungen (1867–2004).
Die Präsenzbibliothek umfasst 1300 Bände.